# Luck (condado de Polk, Wisconsin)
Luck es un pueblo ubicado en el condado de Polk en el estado estadounidense de Wisconsin. En el Censo de 2010 tenía una población de 930 habitantes y una densidad poblacional de 11,02 personas por km².

## Geografía
Luck se encuentra ubicado en las coordenadas 45°36′20″N 92°27′30″O / 45.60556, -92.45833. Según la Oficina del Censo de los Estados Unidos, Luck tiene una superficie total de 84.4 km², de la cual 82.63 km² corresponden a tierra firme y (2.09%) 1.77 km² es agua.

## Demografía
Según el censo de 2010, había 930 personas residiendo en Luck. La densidad de población era de 11,02 hab./km². De los 930 habitantes, Luck estaba compuesto por el 96.34% blancos, el 0.22% eran afroamericanos, el 0.65% eran amerindios, el 0.65% eran asiáticos, el 0% eran isleños del Pacífico, el 0.11% eran de otras razas y el 2.04% pertenecían a dos o más razas. Del total de la población el 1.83% eran hispanos o latinos de cualquier raza.